# Bovisio-Masciago
Bovisio-Masciago (lombardul: Buvis-Masciagh) település Olaszországban, Lombardia régióban, Monza e Brianza megyében. Lakosainak száma 16 752 fő (2023. január 1.). Bovisio-Masciago Ceriano Laghetto, Cesano Maderno, Desio, Limbiate, Solaro és Varedo községekkel határos.

## Népesség
A település népességének változása:
| Lakosok száma | 16 445 | 17 047 | 16 885 | 16 929 | 16 752 |
|               | 2008   | 2013   | 2017   | 2018   | 2023   |